# Klaus Rainer Goll
Klaus Rainer Goll (* 2. Juli 1945 in Lübeck) ist ein deutscher Lehrer und Schriftsteller.

## Leben
Goll war bis 2008 als Realschullehrer tätig. Daneben veröffentlicht er seit 1965 vornehmlich Gedichte und Kurzprosa, zunächst in den Lübecker Nachrichten. Er erhielt für seine Arbeit 1974 den Lyrikpreis Goldener Federkiel, 1977 den Kurzprosa-Preis der Literarischen Union, 1985 den Kulturpreis der Stiftung Herzogtum Lauenburg und 1986 die Heinrich-Mann-Plakette. Außerdem initiierte er Begegnungen von Autoren aus Ost und West. 1980 gründete er den Lübecker Autorenkreis, als dessen Vorsitzender er gleichzeitig fungiert, und gab von 1986 bis 1999 die Anthologie treffpunkte heraus. 2008 wurde er durch die Possehl-Stiftung für seine Bemühungen um das Kulturleben der Hansestadt Lübeck ausgezeichnet. Im Elfenbein Verlag erschienen vier seiner Gedichtbände: Dies kurze Leben (1997) in der Reihe Lyrik der Jahrtausendwende, Meer ist überall (2000) mit Aquarellen von Julia Kuhl sowie zeit vergeht (2005) mit Bleistiftzeichnungen des Autors. Windstunden (1973), sein Lyrikdebüt, das er Katja Mann widmete, erschien 2009 in einer neuen Ausgabe mit einem Nachwort von Hans Wißkirchen.
Im Dezember 2010 wurde Goll mit der Verdienstmedaille des Bundesverdienstkreuzes ausgezeichnet.

## Werke
- mit Marion Hinz (Hrsg.): Treffpunkt 2. Mein liebstes Gedicht, meine liebste Gedichte. Anthologie. Schmidt-Römhild, 1989, ISBN 978-3-7950-3204-3.
- (Hrsg.): Treffpunkt 3. Lyrik und Prosa. Schmidt-Römhild, 1993, ISBN 978-3-7950-3209-8.
- Dies kurze Leben. Gedichte. Nachwort von Christian von Zimmermann. Elfenbein, Heidelberg 1997, ISBN 978-3-932245-09-1.
- Meer ist überall. Gedichte und Prosa. Illustrationen von Julia Kuhl. Elfenbein, Heidelberg 2000, ISBN 978-3-932245-34-3.
- zeit vergeht. Gedichte und Reiseskizzen. Nachwort von Christian von Zimmermann. Elfenbein, Berlin 2005, ISBN 978-3-932245-76-3.
- Windstunden. Gedichte. Elfenbein, Berlin 2009, ISBN 978-3-932245-98-5.